# Zatypota albicoxa
Zatypota albicoxa là một loài tò vò trong họ Ichneumonidae.